# Enteropogon brandegeei
Enteropogon brandegeei là một loài thực vật có hoa trong họ Hòa thảo. Loài này được (Vasey) Clayton mô tả khoa học đầu tiên năm 1982.